# Darasara
Darasara (em persa: دراسرا, também romanizada como Darāsarā; também conhecida como Darreh Sarā) é uma aldeia do distrito rural de Langarud, no condado de Abbasabad, da província de Mazandaran, Irã.
No censo de 2006, sua população era de 308 habitantes, em 78 famílias.